# Judo ai XV Giochi dei piccoli stati d'Europa
Le gare di judo ai XV Giochi dei piccoli stati d'Europa si sono svolte dal 28 al 30 maggio 2013.

## Calendario
| Uomini |   | 6  |   | 1 |   |   | 7  |
| Donne  |   | 4  |   | 1 |   |   | 5  |
| Totale | 0 | 10 | 0 | 2 | 0 | 0 | 12 |

## Medagliere
| #      | Nazione       | Oro | Argento | Bronzo | Totale |
| ------ | ------------- | --- | ------- | ------ | ------ |
| 1      | Lussemburgo   | 6   | 0       | 2      | 8      |
| 2      | Montenegro    | 3   | 0       | 0      | 3      |
| 3      | Andorra       | 1   | 1       | 0      | 2      |
| 3      | San Marino    | 1   | 1       | 0      | 2      |
| 5      | Cipro         | 1   | 0       | 0      | 1      |
| 6      | Liechtenstein | 0   | 6       | 1      | 7      |
| 7      | Monaco        | 0   | 2       | 3      | 5      |
| 8      | Malta         | 0   | 1       | 5      | 6      |
| 9      | Islanda       | 0   | 1       | 1      | 2      |
| Totale | Totale        | 12  | 12      | 14     | 38     |

## Podi

### Uomini
| Evento         | Oro                    | Argento             | Bronzo                              |
| Fino a 60 kg   | Irodotos Kelpis        | Cédric Siccardi     |                                     |
| Fino a 66 kg   | Nikola Gusić           | Jeremy Saywell      | Guillaume Ereseo                    |
| Fino a 73 kg   | Daniel García González | Paolo Persoglia     | Murman Korchilava Matthias Rietzler |
| Fino a 81 kg   | Srđan Mrvaljević       | Sveinbjorn Jun Iura | Jerome Mas Jean-Luc Muller          |
| Fino a 90 kg   | Denis Leider           | Mirko Kaiser        | Isaac Bezzina Þorvaldur Blondal     |
| Fino a 100 kg  | Karim Gharbi           | David Buchel        | Georges Simon                       |
| Gara a squadre | Lussemburgo            | Malta               | Islanda Monaco                      |

### Donne
| Evento         | Oro           | Argento            | Bronzo            |
| Fino a 52 kg   | Marie Muller  | Nadine Thöny       | Yamina Sara Allag |
| Fino a 57 kg   | Tanja Božović | Judith Biedermann  | Joanna Camilleri  |
| Fino a 63 kg   | Taylor King   | Laura Sallés López | Marcon Bezzina    |
| Fino a 70 kg   | Lynn Mossong  | Tatjana Buchel     |                   |
| Gara a squadre | Lussemburgo   | Liechtenstein      | Malta             |